# 2006년 KIA 타이거즈 시즌
2006년 KIA 타이거즈 시즌은 KIA 타이거즈가 KBO 리그에 참가한 6번째 시즌으로, 해태 타이거즈 시절까지 합하면 25번째 시즌이다. 서정환 감독이 정식 부임하여 팀을 이끈 첫 시즌이며, 팀은 두산 베어스와의 4위 싸움 끝에 1경기 차로 4위에 안착하여 포스트시즌에 진출했다. 그러나 확실한 거포 부재 - 주축 타자들이 잇따라 부상으로 낙마하여 부실해진 타선, 에이스 강철민이 팔꿈치 부상 때문에 일찍 시즌을 접은 데다 강속구 투수 김진우도 부상으로 20경기 밖에 출전하지 못한 탓인지 준플레이오프에서 한화 이글스에게 1승 2패로 지며 탈락했다.

## 타이틀
- ALL WBC TEAM: 이종범 (외야수)
- 월드 베이스볼 클래식 동메달: 김종국, 이종범, 전병두
- 도하 아시안 게임 동메달: 장성호, 윤석민, 이용규
- 대륙간컵 국가대표: 진해수
- KBO 골든글러브: 이용규 (외야수)
- 제일화재 프로야구대상 기량발전상: 이용규
- 마이데일리 선정 역대 FA 몸값 총액별 포지션 베스트: 장성호 (1루수)
- 올스타 선발: 김종국 (2루수), 이종범 (외야수)
- 올스타전 추천선수: 김상훈, 이용규
- 컴투스프로야구2022 타이틀홀더 라인업: 이용규 (우익수)
- 컴투스프로야구 00년대 올스타: 한기주 (중계투수)
- 컴투스프로야구 2000년대 KIA 타이거즈 라인업: 한기주 (선발투수), 이용규 (우익수)
- 타자 WAR: 장성호 (6.26)
- 출장(타자): 장성호 (126)
- 타수: 이용규 (485)
- 안타: 이용규 (154)
- 3루타: 이용규 (9)
- 고의4구: 장성호 (10)
- 희생타: 김상훈 (18)
- 멀티히트: 이용규 (46)
- 경기 당 투구 수: 강철민 (105.2)
- 견제 아웃: 그레이싱어, 김상훈 (4)
- 병살 처리: 장성호 (113)

### 퓨처스리그
- 남부리그 2루타: 류은재 (18)
- 남부리그 홈런: 권희석 (12)
- 남부리그 구원승: 김건한, 이대진, 차정민 (3)
- 평균자책점: 손상정 (1.86)

## 선수단
- 선발투수: 그레이싱어, 김진우, 강철민
- 구원투수: 한기주, 신용운, 정원, 이상화, 전병두, 박근홍, 차정민, 손영민, 이동현, 조태수, 임준혁, 진해수
- 마무리투수: 윤석민, 장문석, 윤형진, 이대진, 김건한
- 포수: 김상훈, 차일목
- 1루수: 장성호
- 2루수: 김종국, 손지환, 김민철, 한규식
- 유격수: 홍세완
- 3루수: 이현곤, 김주형, 서브넥, 스캇
- 좌익수: 김원섭, 조경환, 신동주, 김경언
- 중견수: 이종범
- 우익수: 이용규, 심재학, 김경진
- 지명타자: 이재주, 류은재, 송산

## 여담
- 장준영은 경찰 야구단 1기로 입대했다.
- 이 시즌에 홈구장인 월명종합경기장 야구장의 천연 잔디를 인조 잔디로 교체했다.
- 한기주는 이 시즌 1군에 데뷔하여 KBO 리그 역대 1군 출전 선수 중 첫 광주대학교 출신 투수가 되었다.
- 스캇은 이 시즌 WAR -0.62에 그쳐 KBO 리그 역대 외국인 3루수 중 단일 시즌 최저 기록을 세웠다.
- 2군 홈구장으로 전남 야구장을 사용한 첫 시즌이다.